# Clifton Forbes
Clifton Forbes (né le 18 février 1946 - mort le 1er mars 2010) était un athlète jamaïcain spécialiste du sprint.
Il fait ses débuts sur la scène internationale lors des Jeux panaméricains de 1967 de Winnipeg, se classant huitième de la finale du 400 mètres et remportant la médaille de bronze au titre du relais 4 × 400 mètres. Sélectionné dans l'équipe jamaïcaine lors des Jeux olympiques de Mexico, en 1968, Clifton Forbes et ses coéquipiers du relais 4 × 100 mètres établissent en demi-finale un nouveau record du monde de la discipline en 38 s 39. L'équipe de Jamaïque termine quatrième de la finale, devancée au dixième de seconde par la France (38 s 4).
Clifton Forbes décède le 1er mars 2010 des suites d'une longue maladie.

## Records
- 400 m : 45 s 75 (1968)